# Australiëhavenweg
De Australiëhavenweg is een weg in het Amsterdamse bedrijvengebied Westpoort.
De weg verbindt de Hornweg bij de Australiëhaven, een insteekhaven van de Amerikahaven, met de Noordzeeweg.
Er liggen treinsporen langs de weg voor goederenvervoer.
In 1983 is de weg doorgetrokken en kreeg een aansluiting met de Haarlemmerweg (N200), via een viaduct over de spoorlijn Amsterdam-Haarlem, de Haarlemmerweg en Haarlemmertrekvaart naar de Abraham Kuyperlaan in de wijk Geuzenveld. Nadat in de negentiger jaren deze laan buiten gebruik was gesteld werd in 2000 ook het viaduct gesloopt (het spoorviaduct Brug 1950 bleef staan) en kreeg de Australiëhavenweg een directe gelijkvloerse aansluiting op de Haarlemmerweg middels brug 2391 en brug 2392. Op het talud talud naar het spoorviaduct kwam in 2007 een kunstwerk Plastische tekens in steen van Ben Guntenaar, dat eerder op het Confuciusplein in Geuzenveld had gestaan. Aan de overzijde daarvan staat dan weer vanaf 2014 Aarde (Brettensuite 17) van Herbert Nouwens.
Aan de Australiëhavenweg bevinden zich het Postsorteercentrum van PostNL en het Afval Energie Bedrijf waar elektriciteit wordt opgewekt door verbranding van afval (bij de Aziëhaven, ook een insteekhaven van de Amerikahaven) en de Amsterdamse waterzuiveringsinstallatie (bij de Hornweg). 

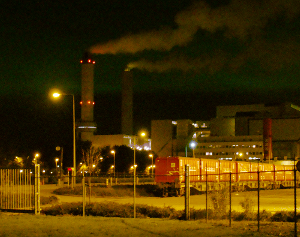
AEB-centrale bij avond, met rechtsvoor een afvaltrein